# Мохан, Ракеш
Ракеш Мохан (англ. Rakesh Mohan; род. 14 января 1948 года, Ситапур, Индия) — индийский экономист, член исполнительного совета Международного валютного фонда в 2012—2015, Главный экономический советник правительства Индии в 2001—2002 годах.

## Биография
Ракеш родился 14 января 1948 года в Ситапур, Уттар-Прадеш, Индия, в семье Ратиша и Сатьи (Бансал) Мохан, окончил колледж Майо.
В 1969 году получил степень бакалавра наук по электротехнике в Имперском колледже Лондона при Лондонском университете, а в 1971 году бакалавра искусств по экономике в Йельском университете. В 1974 году получил степень магистра искусств по экономике, а в 1977 году был удостоен степени доктора философии по экономике в Принстонском университете.
Работал экономистом отдела экономического развития в 1976—1980 годах и старшим экономистом Всемирного банка в 1983—1986 годах. Был старшим консультантом комитета планирования правительства Индии в 1980—1983 годах, экономическим советником в 1986—1988 годах, в министерстве промышленности правительства Индии в 1988—1996 годах. Был генеральным директором Национального совета прикладных экономических исследований в 1996—2000 годах.
Ракеш Мохан был также вице-председателем Инфраструктура развития финансовой компании в 2000 году, Главным экономическим советником правительства Индии в 2001—2002 годах. Был директором Индийского совета исследований по международным экономическим отношениям в 2002 году, а в 2002—2004 годах — заместителем главы Резервного Банка Индии.
Затем был секретарём экономического отдела Министерства финансов Индии в 2004—2005 годах, вернулся в Резервного Банка Индии в 2005—2009 годах.
Преподавательскую деятельность начал в 2009—2010 годах в Центре Международного развития Стэнфордского университета, затем стал профессором международной экономики финансов в Йельской школе менеджмента и старшим научным сотрудником Института Джексона по глобальным вопросам в 2010—2012 годах. Был старшим консультантом McKinsey & Company в 2010—2012 годах, членом совета директоров Nestlé с 2010 года. Ракеш Мохан в 2012—2015 являлся членом исполнительного совета  Международного валютного фонда.
Он был членом экономического Консультативного совета премьер-министра, членом телекоммуникационного регулирующего органа Индии, членом Национального совета безопасности Индии, членом тарифного органа из главных портов, членом Совета по ценным бумагам и биржам Индии. Также был членом Совета управляющих Института экономического роста, Национального института государственных финансов и политики; Национального совета прикладных экономических исследований; школы экономики Мадраса; Национального института городского хозяйства; Индийского совета по исследованиям в области международных экономических отношений; Центра политических исследований; Института исследования развития Индиры Ганди.
Семья
Ракеш Мохан женился на Расике Кханна 14 октября 1983 года и имеет двух детей — Тарини Мохан и Расеш Мохан.